# 內韋特峰

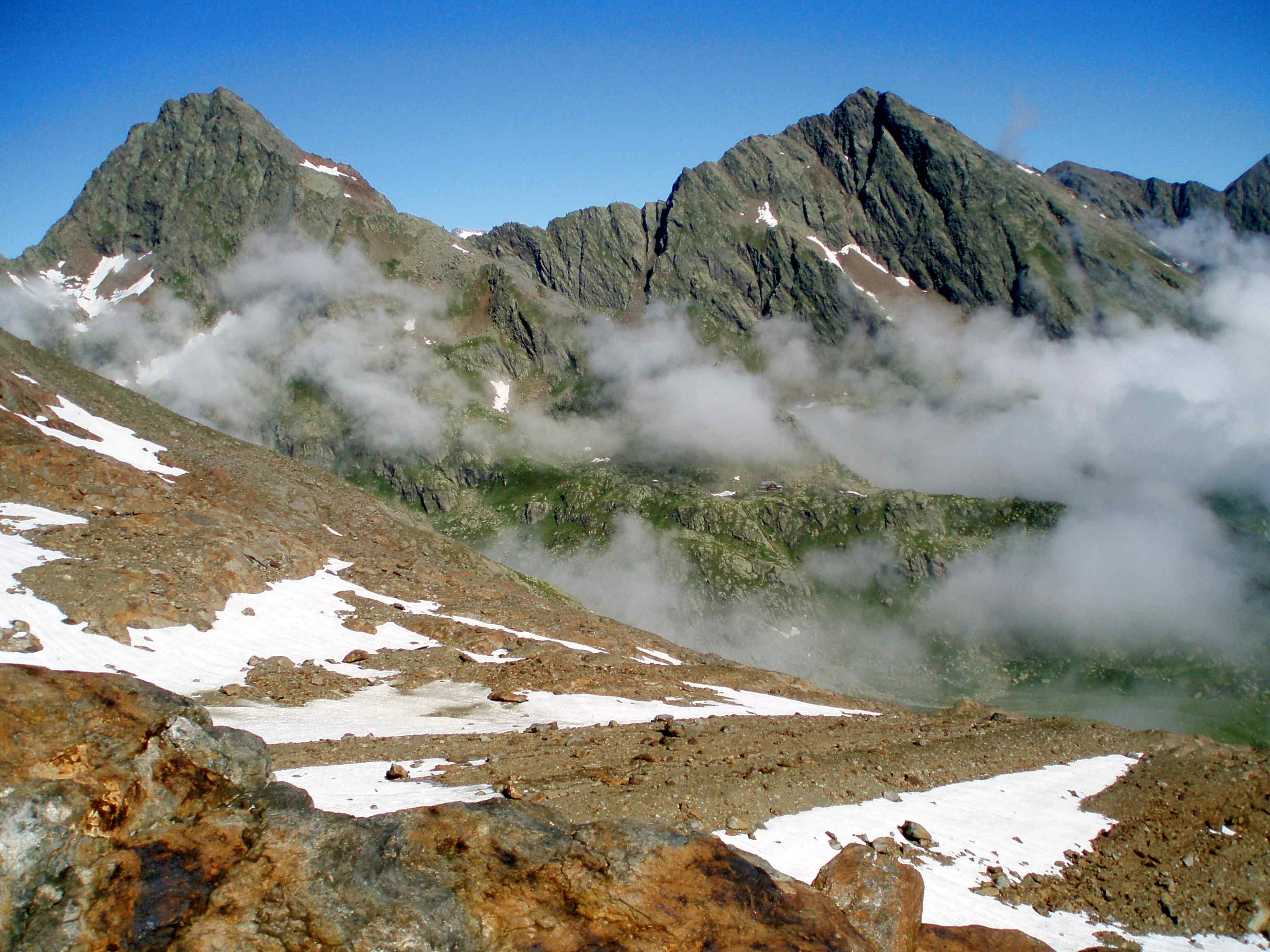

46°59′47″N 11°14′47″E / 46.99639°N 11.24639°E
內韋特峰（德語：Innere Wetterspitze），是奧地利的山峰，位於該國西部，由蒂羅爾州負責管轄，屬於斯圖拜阿爾卑斯山脈的一部分，距離外韋特峰1.4公里，海拔高度3,053米。